# نووه فولوارک (استان اشوی‌داشکسیه)
نووه فولوارک (به لهستانی: Nowy Folwark) یک منطقهٔ مسکونی در لهستان است که در گمینا بوسکو-زدروی واقع شده‌است.